# Fußball bei den Zentralamerikaspielen

Fußball gehört bei den Zentralamerikaspielen zu den Sportarten, die seit 1973 ständig im Programm der Spiele waren. Teilnehmer sind die sieben Fußballnationalmannschaften der in der FIFA organisierten Verbände der CONCACAF aus Mittelamerika. Das Turnier wird analog den Zentralamerika- und Karibikspielen in unregelmäßigen Abständen ausgetragen und dient als mittelamerikanische Qualifikation für diese. Ein Turnier im Frauenfußball findet seit 2001 statt. Von Beginn an galt für die Männerteams, analog der Regelung beim olympischen Fußballturnier, eine Altersbeschränkung, allerdings hier von 21 Jahren.

## Die Turniere der Männer

### Überblick
| Jahr         | Gastgeber                   | Finale                          | Finale                          | Finale                          | Spiel um Bronze                 | Spiel um Bronze                 | Spiel um Bronze                 |
| Jahr         | Gastgeber                   | Gold                            | Ergebnis                        | Silber                          | Bronze                          | Ergebnis                        | 4. Platz                        |
| ------------ | --------------------------- | ------------------------------- | ------------------------------- | ------------------------------- | ------------------------------- | ------------------------------- | ------------------------------- |
| 1973 Details | Guatemala-Stadt (Guatemala) | Panama                          | Ligasystem                      | Nicaragua                       | El Salvador                     | Ligasystem                      | Guatemala                       |
| 1977 Details | San Salvador (El Salvador)  | El Salvador                     | Ligasystem                      | Panama                          | Guatemala                       | Ligasystem                      | Nicaragua                       |
| 1986 Details | Guatemala-Stadt (Guatemala) | Guatemala                       | Ligasystem                      | Honduras                        | Nicaragua                       | Ligasystem                      | El Salvador                     |
| 1990 Details | Tegucigalpa (Honduras)      | Honduras                        | Ligasystem                      | Costa Rica                      | Nicaragua                       | Ligasystem                      | nur drei Teams                  |
| 1994 Details | San Salvador (El Salvador)  | Honduras                        | 2:1                             | El Salvador                     | Costa Rica                      | 1:1, 4:2 i. E.                  | Guatemala                       |
| 1997 Details | San Pedro Sula (Honduras)   | Costa Rica                      | 2:1                             | Panama                          | Honduras                        | 1:0                             | El Salvador                     |
| 2001 Details | Guatemala-Stadt (Guatemala) | Guatemala                       | Ligasystem                      | Honduras                        | Costa Rica                      | Ligasystem                      | Panama                          |
| 2006         | Managua (Nicaragua)         | kein Fußballturnier ausgetragen | kein Fußballturnier ausgetragen | kein Fußballturnier ausgetragen | kein Fußballturnier ausgetragen | kein Fußballturnier ausgetragen | kein Fußballturnier ausgetragen |
| 2010         | Panama-Stadt (Panama)       | kein Fußballturnier ausgetragen | kein Fußballturnier ausgetragen | kein Fußballturnier ausgetragen | kein Fußballturnier ausgetragen | kein Fußballturnier ausgetragen | kein Fußballturnier ausgetragen |
| 2013 Details | San José (Costa Rica)       | Honduras                        | 1:0                             | Costa Rica                      | El Salvador                     | 2:1                             | Guatemala                       |
| 2017 Details | Managua (Nicaragua)         | Honduras                        | 1:0                             | Costa Rica                      | El Salvador                     | 1:0                             | Nicaragua                       |

### Medaillenspiegel
nach 9 Turnieren
| Rang | Land        | Goldmedaille | Silbermedaille | Bronzemedaille | Gesamt |
| ---- | ----------- | ------------ | -------------- | -------------- | ------ |
| 1    | Honduras    | 4            | 2              | 1              | 7      |
| 2    | Guatemala   | 2            | 0              | 1              | 3      |
| 3    | Costa Rica  | 1            | 3              | 2              | 6      |
| 4    | Panama      | 1            | 2              | 0              | 3      |
| 5    | El Salvador | 1            | 1              | 3              | 5      |
| 6    | Nicaragua   | 0            | 1              | 2              | 3      |

## Die Turniere der Frauen

### Überblick
| Jahr         | Gastgeber                   | Finale                          | Finale                          | Finale                          | Spiel um Bronze                 | Spiel um Bronze                 | Spiel um Bronze                 |
| Jahr         | Gastgeber                   | Gold                            | Ergebnis                        | Silber                          | Bronze                          | Ergebnis                        | 4. Platz                        |
| ------------ | --------------------------- | ------------------------------- | ------------------------------- | ------------------------------- | ------------------------------- | ------------------------------- | ------------------------------- |
| 2001 Details | Guatemala-Stadt (Guatemala) | Costa Rica                      | 4:1                             | Honduras                        | Guatemala                       | 4:0                             | El Salvador                     |
| 2006         | Managua (Nicaragua)         | kein Fußballturnier ausgetragen | kein Fußballturnier ausgetragen | kein Fußballturnier ausgetragen | kein Fußballturnier ausgetragen | kein Fußballturnier ausgetragen | kein Fußballturnier ausgetragen |
| 2010         | Panama-Stadt (Panama)       | kein Fußballturnier ausgetragen | kein Fußballturnier ausgetragen | kein Fußballturnier ausgetragen | kein Fußballturnier ausgetragen | kein Fußballturnier ausgetragen | kein Fußballturnier ausgetragen |
| 2013 Details | San José (Costa Rica)       | Costa Rica                      | 4:0                             | Nicaragua                       | Guatemala                       | 5:3                             | Panama                          |
| 2017 Details | Managua (Nicaragua)         | Costa Rica                      | 1:1                             | Nicaragua                       | Panama                          | 1:1                             | El Salvador                     |

### Medaillenspiegel
nach 3 Turnieren
| Rang | Land       | Goldmedaille | Silbermedaille | Bronzemedaille | Gesamt |
| ---- | ---------- | ------------ | -------------- | -------------- | ------ |
| 1    | Costa Rica | 3            | 0              | 0              | 3      |
| 2    | Nicaragua  | 0            | 2              | 0              | 2      |
| 3    | Honduras   | 0            | 1              | 0              | 1      |
| 4    | Guatemala  | 0            | 0              | 2              | 2      |
| 5    | Panama     | 0            | 0              | 1              | 1      |